# کلیرینگ (شیکاگو)
کلیرینگ (به انگلیسی: Clearing) یک منطقهٔ مسکونی در ایالات متحده آمریکا است که در شیکاگو واقع شده‌است. کلیرینگ ۶٫۶۳ کیلومتر مربع مساحت و ۲۴٬۹۶۲ نفر جمعیت دارد.